# Haemaphysalis intermedia
Haemaphysalis intermedia este o specie de căpușe din genul Haemaphysalis, familia Ixodidae, descrisă de Warburton și Thomas Nuttall în anul 1909. Conform Catalogue of Life specia Haemaphysalis intermedia nu are subspecii cunoscute.